# Ferro Lad
Ferro Lad (Andrew Nolan) es un superhéroe que aparece en DC Comics, principalmente como miembro de la Legión de Super-Héroes en los siglos 30 y 31. En la continuidad post-Hora Cero, se le conoce simplemente como Ferro.

## Historial de publicaciones
Ferro Lad apareció por primera vez en Adventure Comics #346 y fue creado por Jim Shooter. Cuando Jim Shooter creó el personaje por primera vez, pretendía que Ferro Lad fuera negro, pero el editor Mort Weisinger vetó la idea, diciendo "perderemos nuestra distribución en el Sur".
De hecho, esta fue una de las razones por las que Shooter eligió a Ferro Lad para que muriera en la historia de Sun-Eater. En una entrevista de 2003, Shooter dijo: "Ferro Lad, maté porque mi plan era que él fuera un tipo negro, y Mort Weisinger dijo que no. Entonces dije: 'Bueno, veamos. Tengo esta idea para una historia, y alguien necesita morir... ¡Ajá! ¡Él!" Entonces, básicamente, lo maté porque me molestaba que no pudiera hacer con él lo que quería".
Sin embargo, en una publicación de blog de 2011, tenía una explicación diferente: "Pensé que Mort podría objetar si mataba a un legionario establecido a largo plazo, pero ¿y si era uno de los nuevos que había creado?. Así que lo hice. No pregunté, simplemente lo hice. ¿Por qué Ferro Lad? Porque sus poderes se adecuaban a la oportunidad. ¿Cómo sobrevivirían la Princesa Projectra o incluso Karate Kid a la carrera mortal hacia el corazón del Sun-Eater?"
Shooter se aseguró de que Ferro Lad permanecería muerto al establecer el próximo número diez años en el futuro, en el que se exhibe una estatua de Ferro Lad en el salón de los muertos honrados de la Legión.
The Life and Death of Ferro Lad (ISBN 978-1-4012-2193-5), un libro de bolsillo comercial de tapa dura que recopila las apariciones de Ferro Lad en la Edad de Plata, se publicó en 2009.

## Biografía ficticia
Andrew Nolan es un metahumano con el poder de transformarse en hierro viviente. Tiene un hermano gemelo llamado Douglas que tiene el mismo poder. Ambos gemelos tienen rostros deformados como efecto secundario de la mutación que les otorgó sus poderes, por lo que ambos usan máscaras de hierro. Aparece por primera vez en Adventure Comics # 346 (julio de 1966); se unió al mismo tiempo que Princesa Projectra, Karate Kid y Nemesis Kid.
Ferro Lad fue solo un legionario por un corto tiempo cuando murió destruyendo el Sun-Eater con una bomba en Adventure Comics #353. Su autosacrificio para salvar la galaxia lo hizo legendario, a pesar de su corta permanencia como legionario, con muchas historias posteriores de la Edad de Plata con referencias a su muerte, tanto el evento en sí como una estatua erigida en su memoria a menudo era visible en la sede de la Legión. Luego aparece en Adventure Comics # 357 (junio de 1967), pero como un fantasma, aparentemente salvando a varios de sus excompañeros de equipo de un controlador, representante de una raza de seres superiores.
Muchos años después, durante la "brecha de cinco años" que siguió a las Guerras Mágicas, la Tierra cayó bajo el control encubierto de los Dominadores y se retiró de los Planetas Unidos. Algún tiempo después, los miembros del altamente clasificado "Batch SW6" de los Dominadores escaparon del cautiverio. Originalmente, Batch SW6 parecía ser un grupo de clones legionarios adolescentes, creados a partir de muestras aparentemente tomadas justo antes de la muerte de Ferro Lad a manos del Sun-Eater. Más tarde, se reveló que eran duplicados de la paradoja del tiempo, tan legítimos como sus homólogos más antiguos. Después de que la Tierra fuera destruida en un desastre que recuerda la destrucción de Krypton más de un milenio antes, unas pocas docenas de ciudades supervivientes y sus habitantes reconstituyeron su mundo como Nueva Tierra. Los legionarios SW6 permanecieron, y su versión de Ferro Lad acortó su nombre en clave a Ferro.

### Post-Hora Cero
En la continuidad post-Hora Cero, se le conoce como Ferro y proviene de la Tierra del siglo XX.
Nacidos en el siglo XX, Andrew Nolan y su gemelo, Douglas, eran hijos de una famosa actriz, Nancy Nolan, quien los abandonó a causa de sus grotescas deformidades faciales.
Dejado al cuidado de un científico sin escrúpulos llamado "Doc 30", escapó mientras Douglas se quedó atrás. Cuando la Tierra se estaba muriendo debido a la extinción del sol en la llamada Noche Final, primero ayuda a Perry White, quien estaba decidido a que el Daily Planet no se perdería un día de entrega. Luego se involucra con la Legión de Super-Héroes, que se había quedado varada en la actualidad. Este equipo se une a docenas de otros superhéroes para ayudar a intentar salvar la Tierra. Ferro está cerca de sacrificar heroicamente su vida en un esfuerzo por detener al Sun-Eater. En el último instante, es salvado por Hal Jordan, quien estaba manteniendo el poder y la identidad de Parallax. Jordan aparentemente sacrifica su propia vida y el sol se restaura. Ferro permanece en el equipo, aunque pasó un tiempo antes de que le informaran que eran del siglo 31.
Cuando la Legión pudo regresar a su tiempo de origen, Ferro fue con ellos y sirvió con ellos durante algún tiempo hasta que varios miembros del equipo se perdieron en una grieta y el resto ordenó disolverse. Después de esto, fue con Karate Kid a un monasterio en el planeta Steeple, un planeta al que solo se puede acceder por períodos cortos cada diez años antes de que un agujero negro impidiera el acceso una vez más. Mientras estaba allí, finalmente aprendió a lidiar con su deformidad, pero un convicto fugitivo lo golpeó salvajemente y, mientras los monjes pudieron salvarle la vida, quedó atrapado en forma de hierro con el casco que llevaba fusionado a su cara. Además, él y Karate Kid, que se habían negado a dejar atrás a su amigo, ahora estaban atrapados en el planeta durante diez años.
Brainiac 5 pudo usar la tecnología Threshold que había aprendido durante su tiempo perdido para abrir un camino a Steeple, pero antes de que alguien pudiera usarla, él, junto con toda la Legión (excepto Sensor y Shikari) y varios planetas completos fueron fascinado por Universo. Sensor y Shikari se vieron obligados a usar el enlace inestable a Steeple para escapar, y los cuatro pudieron liberar a Saturn Girl quien, con la ayuda del hijo de Apparition y Ultra Boy, Cub, pudo derrotar a Universo, mientras que Ferro y Karate Kid se reincorporaron al equipo.

### The Lightning Saga
Los eventos de la miniserie Crisis infinita aparentemente han restaurado un análogo cercano de la Legión pre-Crisis a la continuidad, como se ve en el arco de la historia "The Lightning Saga" en Justice League of America y Justice Society of America, y en el arco de la historia "Superman and the Legion of Super-Heroes" en Action Comics. Andrew se representa como miembro de esta versión del equipo en Justice Society of America (vol. 3) # 5 (junio de 2007) y Action Comics # 858 (finales de diciembre de 2007). Sin embargo, esta encarnación de la Legión comparte aproximadamente la misma historia que la Legión original hasta los eventos de Crisis on Infinite Earths. Por lo tanto, esta versión de Andrew es presumiblemente fallecida.

## Poderes y habilidades
Andrew Nolan tiene la capacidad de transformar su cuerpo en un isótopo de hierro casi indestructible. A diferencia de Stone Boy, Nolan mantiene su movilidad total, su intelecto normal y su capacidad para hablar. Su forma de hierro puede resistir daños considerables, incluidos los impactos directos de los rayos láser. Podría usar este poder de manera ofensiva chocando contra un oponente u obstáculo. La fuerza física de Ferro Lad había aumentado cuando estaba en forma de metal, lo que le permitía doblar y dar forma al acero como si fuera arcilla.

## Equipo
Como miembro de la Legión de Super-Héroes, se le proporciona su propio anillo de vuelo de la Legión. Le permite volar y sobrevivir en entornos peligrosos. También tiene una máscara de radio incorporada para la comunicación en el espacio sin aire.

## Otras versiones
En Legion of Super-Heroes (vol. 2) #300, Douglas Nolan vislumbra un universo alternativo donde se convirtió en el segundo Ferro Lad después de la muerte de Andrew contra Sun-Eater.
En Amalgam Comics, Ferro Lad se combina con Marvel's Colossus para crear Ferro Man of the X-Patrol.

## En otros medios

### Televisión
- Ferro Lad aparece en Legion of Super Heroes, con la voz de Dave Wittenberg. En el final de la primera temporada "Sundown", que es una adaptación del arco de la historia de Sun-Eater, se sacrifica para destruir al Sun-Eater, y su cuerpo termina dentro de un asteroide. Además, según el productor James Tucker, su hermano gemelo perdido hace mucho tiempo habría aparecido si el programa se hubiera renovado por una tercera temporada.[12]
- Una estatua de Ferro Lad aparece en el episodio de Liga de la Justicia Ilimitada, "Far from Home".

### Cine
- Una estatua de Ferro Lad aparece en Justice League vs. The Fatal Five.
- Ferro Lad hace un cameo en la película Legion of Super-Heroes de 2023.